# Procambarus barbiger
Procambarus barbiger är en sötvattenlevande kräfta som lever endemiskt i USA.